# Bractwo Cyryla i Metodego (Jugosławia)
Bractwo Cyryla i Metodego (Cirilmetodijsko društvo katoliških duhovnikov) – istniejące w latach 1949–1990 stowarzyszenie księży popierających politykę rządu komunistycznego, w latach 1970–1990 jako Stowarzyszenie Księży Słoweńskich.

## Historia
Po zakończeniu II wojny światowej rozpoczął się okres prześladowań Kościoła w Jugosławii. Tuż po maju 1945 roku rozpoczęto cykl aresztowań księży, których oskarżono o kolaborację z Niemcami bądź ustaszami i skazywano w trybie uproszczonym na długoletnie więzienie. Krótkotrwały areszt odbył również abp Alojzije Stepinac. Wiadomo, że do września 1945 roku aresztowano 169 kapłanów. Ponadto likwidowano seminaria duchowne i prasę katolicką, odmawiając jej przydziałów papieru, a także realizowano propagandę antyklerykalną, wprowadzono fakultatywność nauczania religii. Poprzez wprowadzenie reformy rolnej swojej działalności były zmuszone zaprzestać organizacje katolickie, a szpitale zakonne zostały upaństwowione.
Początkowo najmniejsze represje dotknęły katolicyzm w Słowenii. Było to związane z istnieniem tradycji katolickich socjalistów, aktywnych jeszcze przed wojną, a także opuszczeniem kraju przez nastawionego antykomunistycznie bpa Grigorija Rožmana i przejęciem inicjatywy przez sympatyzujące z NOVJ duchowieństwo. Chociaż represje Kościoła w Słowenii w końcu przybrały ten sam wymiar co w całej Jugosławii, to zdecydowano się na powołanie tam organizacji współpracujących z władzami, analogicznie do księży patriotów w Polsce czy księży pokoju na Węgrzech. Przyczyną tego było zerwanie stosunków z Moskwą, przez co dalsze otwarte prześladowanie Kościoła byłoby kompromitacją komunistów.
W 1948 roku powstało Stowarzyszenie Księży Słoweńskich, które zostało rozwiązane rok później po potępieniu przez Stolicę Apostolską jego pisma, „Bilten”. W lipcu 1949 roku grupa księży powołała natomiast Bractwo Cyryla i Metodego. Nazwa została zaczerpnięta od dziewiętnastowiecznej organizacji, która walczyła z germanizacją i italianizacją na terenie Słowenii i Istrii.
Członkami organizacji byli umiarkowani zwolennicy porozumienia z rządem. Ponieważ Bractwo miało autentyczne korzenie wśród słoweńskiego duchowieństwa, a jego członkowie starali się być obiektywni, początkowo jugosłowiańska hierarchia kościelna nie sprzeciwiała się istnieniu organizacji. W rzeczywistości rząd Jugosławii planował wykorzystać organizację do skłócenia księży i oddzielenia ich od biskupów, a także do zmniejszenia wpływów Stolicy Apostolskiej. W listopadzie 1949 roku władze wyraziły zgodę na wydawanie czasopisma pod nazwą „Nova pot”. W grudniowym numerze ukazała się wypowiedź Broz Tity, zachęcająca członków Bractwa do zerwania stosunków ze Stolicą Apostolską na wzór zerwania stosunków Jugosławii z ZSRR. 26 kwietnia 1950 roku episkopat Jugosławii wydał zakaz uczestnictwa księży w stowarzyszeniu (non expedit). Nie był on jednak skuteczny. Rząd starał się bowiem wspierać stowarzyszenie i jego członków, również finansowo. Księżom osadzonym w więzieniach obiecywano natychmiastowe uwolnienie, jeżeli przystąpią do Bractwa. Oferowano kapłanom również ubezpieczenia społeczne. W 1952 roku w skład organizacji wchodziło 60% słoweńskich duchownych (526 osób).
W następnych latach stowarzyszenie kontynuowało współpracę z rządem. Jednak po 1952 roku Bractwo Cyryla i Metodego zaczęło tracić na znaczeniu, z czym związany był wrogi stosunek do niego szczególnie młodych księży. W 1970 roku zmieniono nazwę organizacji na Stowarzyszenie Księży Słoweńskich. Stowarzyszenie to zostało rozwiązane w 1990 roku.